# Hugh Quarshie

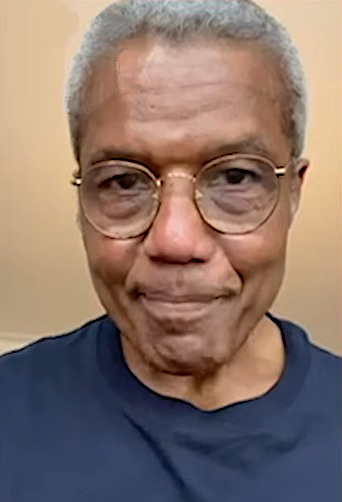
Hugh Quarshie im Jahr 2024

Hugh Antony Kobna Quarshie (* 22. Dezember 1954 in Accra, Ghana) ist ein britischer Schauspieler.
Quarshie wanderte mit seiner Familie nach England aus, als er drei Jahre alt war. Sein Vater war der ghanaische Diplomat Richard Kweku Abusua-Yedom Quarshie. Er ging in Cheltenham zur Schule und besuchte dann das Christ Church College in der Universität von Oxford. Nach seinem Abschluss überlegte Quarshie, Journalist zu werden, entschied sich dann aber für die Schauspielerei. Er ist Mitglied der Royal Shakespeare Company und ist in vielen Theaterproduktionen und Fernsehsendungen aufgetreten. 1986 wurde er für seinen Auftritt in Howard Sacklers Stück The Great White Hope mit dem Critics’ Circle Theatre Award als Bester Schauspieler ausgezeichnet.
Quarshie erlangte als Filmschauspieler unter anderem durch seine Rollen als Sunda Kastagir in Highlander – Es kann nur einen geben und Captain Panaka, Chef der Royal Naboo Security Force, in dem Film Star Wars: Episode I – Die dunkle Bedrohung (Star Wars I – The Phantom Menace) Bekanntheit.

## Filmografie (Auswahl)
- 1979: Mister Burgess’ Tour (Fernsehfilm)
- 1980: Die Hunde des Krieges (The Dogs of War)
- 1981: Walcott (Fernseh-Miniserie, 4 Folgen)
- 1985: Baby – Das Geheimnis einer verlorenen Legende (Baby: Secret of the Lost Legend)
- 1986: Highlander – Es kann nur einen geben (Highlander)
- 1989: The Church (La chiesa)
- 1990: Cabal – Die Brut der Nacht (Nightbreed)
- 1992–1994: Medics (Fernsehserie, 20 Folgen)
- 1994: MacGyver – Jagd nach dem Schatz von Atlantis (MacGyver: Lost Treasure of Atlantis, Fernsehfilm)
- 1999: Wing Commander
- 1999: To Walk with Lions
- 1999: Star Wars: Episode I – Die dunkle Bedrohung (Star Wars: Episode I – The Phantom Menace)
- 2000: It Was an Accident
- 2000: Arabian Nights – Abenteuer aus 1001 Nacht (Arabian Nights, Fernseh-Miniserie)
- 2000: Jason und der Kampf um das Goldene Vlies (Jason and the Argonauts, Fernseh-Miniserie)
- 2001: Hornblower: Retribution (Fernsehfilm)
- seit 2001: Holby City (Fernsehserie)
- 2007: Doctor Who (Fernsehserie, 2 Folgen)
- 2011: Ghosted – Albtraum hinter Gittern (Ghosted)
- 2012: White Heat (Fernseh-Miniserie, 6 Folgen)
- 2018: Phantastische Tierwesen: Grindelwalds Verbrechen (Fantastic Beasts: The Crimes of Grindelwald)
- 2018: Red Sparrow
- 2019: Absentia (Fernsehserie, 10 Folgen)
- 2022: The Son
- 2022: The Railway Children Return
- 2022: Silent Witness (Fernsehserie, 5 Folgen)
- 2023: Book Club – Ein neues Kapitel (Book Club: The Next Chapter)

## Theater
- Faust I und Faust II Mephisto RSC 1995
- Julius Cäsar Mark Anton RSC 1995